# Samsung Galaxy J5 (2016)
Samsung Galaxy J5 (2016) este un telefon mobil Samsung care rulează Android 6.0 și se poate upgrada la Android 7.1.1.
Telefonul dispune de o memorie internă de 16 GB, o memorie RAM de 2 GB și o cameră foto de 13Mp.